# 毛偃麦草
毛偃麦草（学名：Elytrigia trichophora），为禾本科偃麦草属下的一个植物种。